# 喬治六世的头衔及荣誉列表
国王乔治六世在担任英国和自治领君主期间和之前获得了无数勋章和荣誉任命。以下所列者；如果显示两个日期，第一个表示获得奖励或头衔的日期，第二个表示其丧失或放弃的日期。

## 头衔
乔治六世一生作为君主的曾孙、孙子、儿子获得了许多头衔。乔治六世作为英国君主完整头衔为蒙上帝恩典的大不列颠、爱尔兰及其英属海外自治领国王，信仰的守护者（by the Grace of God of Great Britain, Ireland and the British Dominions beyond the Seas King, Defender of the Faith）及蒙上帝恩典的大不列颠、爱尔兰及其英属海外自治领国王，信仰的守护者，印度皇帝（by the Grace of God of Great Britain, Ireland and the British Dominions beyond the Seas King, Defender of the Faith, Emperor of India）
- 1895年12月14日-1898年5月28日：约克的阿尔伯特王子殿下（His Highness Prince Albert of York）
- 1898年5月28日-1901年1月22日：约克的阿尔伯特王子殿下（His Royal Highness Prince Albert of York）
- 1901年1月22日-1901年11月9日：康沃尔及约克的阿尔伯特王子殿下（His Royal Highness Prince Albert of Cornwall and York）
- 1901年11月9日-1910年5月6日：威尔士的阿尔伯特王子殿下（His Royal Highness Prince Albert of Wales）
- 1910年5月6日-1920年6月4日：阿尔伯特王子殿下（His Royal Highness The Prince Albert）
- 1920年6月4日-1936年12月11日：约克公爵殿下（His Royal Highness The Duke of York）
  - 1920年6月4日-1936年12月11日：因弗内斯伯爵及基拉尼男爵殿下（His Royal Highness Earl of Inverness）
  - 1920年6月4日-1936年12月11日：基拉尼男爵殿下（His Royal Highness Baron of Killarney）
- 1936年12月11日-1952年2月6日：国王陛下（His Majesty The King）
  - 1936年12月11日-1947年8月15日：国王—皇帝陛下（His Imperial Majesty The King-Emperor）
  - 1936年12月11日-1952年2月6日：曼岛领主陛下（His Majesty Lord of the Isle of Man）
  - 1936年12月11日-1952年2月6日：诺曼底公爵陛下（His Majesty the Duke of Normandy）
  - 1936年12月11日-1952年2月6日：兰开斯特公爵陛下（His Majesty the Duke of Lancaster）

### 个人头衔
- 萨克森-科堡-哥达王室：
  - 1895年12月14日-1917年7月17日：萨克森-科堡-哥达王子，萨克森公爵殿下（His Scene Highness Prince of Saxe-Coburg-Gotha, Duke of Saxony）
- 英联邦：
  - 1949年4月28日-1952年2月6日：英联邦元首陛下（His Majesty the Head of the Commonwealth）

## 纹章
作为约克公爵，乔治的皇徽较为不同，拥有一条三点银带，中点有一蓝锚，这一样式在其父乔治五世为约克公爵时即开始使用，后传予其孙约克公爵安德鲁王子。作为国王，乔治的皇徽无甚不同。
| 约克公爵徽章 | 英国国王徽章（除苏格兰） | 苏格兰徽章 | 加拿大徽章 |